# Крупнов Анатолій Германович
Анатолій Германович Крупнов рос. Анатолий Германович Крупнов, псевдонім Крупський (*24 березня 1965 р., м. Москва — 27 лютого 1997, Москва) — російський музикант, бас-гітарист, поет, автор пісень, вокаліст. Засновник і лідер групи «Чорний обеліск». У своїй творчості користувався псевдонімом Крупський, створив рок-гурт «Крупський співтовариші рос. Крупский Сотоварищи».

## Біографія
- У 1965 р. — народився в Москві. Паралельно з навчанням у середній школі займався легкою атлетикою й навчався у музичній школі (клас скрипки). Сам навчився грати на подарованій дідом гітарі і деякий час брав участь в ансамблі «Цвіркуни» при будинку піонерів.
- Після закінчення школи вступив до навчання у Московський автомобільно-дорожній державний технічний університет, але не закінчив його. У цей час Крупнов освоїв гру на бас-гітарі. Тоді Крупнов слухав Deep Purple, Nazareth, AC/DC, Queen, Genesis, Yes, Jethro Tull та інші популярні рок-гурти 1970-х рр., що вплинули на його творчість. Найулюбленішою його групою була Motörhead.
- Наприкінці 1984 р. Крупнов почав грати в гурті «Проспект», який базувалася в ДК «Вовна-Сукно» у провулку Медовий в районі станції метро «Електрозаводська». Цей гурт був заснований барабанщиком Миколою Агафошкіним, звуко- і світлооператорами Євгенієм Чайко й Андрієм Денежкіним, які розгледіли в юному Крупнові талановитого й перспективного музиканта й активно підтримали його, тоді ж Анатолій Крупнов почав сам писати пісні. Крупнов суттєво змінив стилістику «Проспекту», перейшовши від джаз-року до примітивного блек-металу. Гурт «Проспект» розпався, а в 1986 р. була заснований новий - «Чорний Обеліск». У новому колективі Крупнов був одночасно бас- гітаристом, вокалістом і автором практично всіх пісень і текстів до них.
- У першому складі гурту «Чорний обеліск» на гітарах грали Юрій Анісімов і Михайло Свєтлов, однак уже наприкінці 1986 р. у колектив прийшов Юрій Алексєєв, який разом із Крупновим залишався в колективі до 1994 р. і став співавтором багатьох пісень. Досить швидко «Чорний обеліск» став популярним й комерційно успішним гуртом, швидко випустивши два альбоми. Пік популярності «Чорного обеліска» прийшовся на 1987 р., а влітку 1988 р. група розпалася через протиріччя між Крупновим, Светловим й Алексєєвим. У цей час Крупнов зловживав алкоголем, що негативно позначалося на діяльності групи й викликало дорікання в інших музикантів. Після розпаду «Чорного обеліска» Крупнов пішов у групу «Шах», що грала в незвичному для Крупнова стилі треш-метал[3], з якої об'їздив декілько європейських країн, а в Німеччині записав альбом «Beware». Незабаром після повернення в СРСР, в 1990 р. Крупнов, Алексєєв і гітарист Василь Білошицький вирішили відтворити «Чорний обеліск».
- У відроджена група «Чорний обеліск» знову набрала популярність, відновила активну гастрольну діяльність, випустила чотири нові альбоми. Однак на хвилі вгасання комерційного інтересу до важкого року в Росії Крупнов розчаровується в «Чорному обеліскові». І з 1993 р. він почав співробітничати з більш успішною й популярною групою «Недоторкані рос. Неприкасаемые» Гаріка Сукачьова. З кінця 1994 р. «Чорний обеліск» практично згортає концертну діяльність. До алкоголізму Крупнова, в який він поринав в «серйозній» музичній богемі, додається пристрасть до наркотиків. У кінці 1995 р. «Чорний обеліск» остаточно розпадається.
- Крупнов співробітничав з «Недоторканими» до кінця 1996 р. — за його участі записані альбоми «Брів, брів, брів… рос. Брёл, брёл, брёл...» і «Міста, де після дощу димиться асфальт». З гітаристом Дмитром Варшавчиком і ударником Олександром Мітрофановим з «Неторканими» він проводить кілька концертів у нічних клубах і на закритих вечорницях.
- В 1996 р. Крупнов активно працює над сольним альбомом (вийшов після смерті), бере участь у записі декількох музичних проектів, намагається зайнятися тим, що не пов'язане з музикою: знімається у фільмі «Наукова секція пілотів», грає в Московському Драматичному Театрі ім. Рубена Сімонова в п'єсі «Контрабас» за П. Зюскіндом, пише книгу віршів «Міркування літнього хлопчика» (на даний момент загублена), веде на радіо антинаркотичну програму. Останнім колективом, який створив Анатолій Крупнов була група «Крупський співтовариші рос. Крупский Сотоварищи». У 1990-і роки Крупнов називав своїми улюбленими групами такі колективи як Red Hot Chili Peppers, Ministry, «Крематорій» і «Воскресіння (рок-група)». З рок-групою «Воскресіння» він навіть зіграв кілька концертів.
- Хоча Крупнову вдалося подолати наркозалежність, але здоров'я музиканта було підірвано. 9 лютого Анатолій Крупнов дає останнє інтерв'ю в програмі «Акули пера». 27 лютого 1997 р. Крупнов помер від серцевого нападу в музичній студії під час запису. Похований на Введенському цвинтар у Москві (25 ділянка, 5-й ряд, 5-а могила[4]).

### Фільмографія
- У 1996 р. — «Наукова секція пілотів» (фільм) — Лейтенант[5].

## Особисте життя
Анатолій Крупнов був одружений, у шлюбі в нього народилося двоє синів, Володимир (1985 р.нар.) і Петро (1990 р.нар.). Є молодша сестра Наталя, мешкає у Нідерландах.
|  | Режисерові Клоду Лелушеві, авторові ліричного кіно-хіта "Чоловік і жінка", випадково попався диск із документальним фільмом "Територія лаутар", де показаний побут і культура циган північної Молдови. Іменитий режисер попросив своїх менеджерів знайти автора до фільму, відомого російського сценариста Аліну Крупнову, удову Анатолія Крупнова. Після знайомства у Парижі, Аліна Крупнова почала роботу над сценарієм для студії Клода Лелуша. "Робота з таким великим майстром, як Клод Лелуш - справжній подарунок долі. Мене нескінченно тішить його готовність робити антиксенофобське кіно, його увага до творчих ідей на цю тему. Взагалі, доля циганського народу хвилює сьогодні багатьох у Європі, особливо у Франції, тому, може бути, у нас і правда що-небудь вийде. А поки маестро зізнався, що полюбив музику групи "Здоб ші Здуб", яка звучить у моєму фільмі, і постійно слухає її в машині." - розповіла Алина Крупнова |